# Movitel
Movitel es un operador de telecomunicaciones móviles con sede en Mozambique, en Maputo. Cuenta con 12 filiales distribuidas en 11 provincias, 127 centros distritales y más de 1.500 empleados. El proyecto es una asociación entre la empresa vietnamita Viettel y SPI (Gestión e Inversiones) de Mozambique. Su operación comenzó tras ganar una licitación pública en 2010 para operar como una empresa más de telecomunicaciones móviles en el mercado mozambiqueño. La empresa comenzó a construir su infraestructura en 2011, inicialmente con un total de 12.500 kilómetros de fibra óptica y 1.800 antenas que soportaban servicios en 2G y 3G.

## Cronología
2010 - Movitel gana concurso como tercer operador en Mozambique;
2011 - Comienza a construir su infraestructura en todo el país;
2012 - Lanza oficialmente sus servicios;
2013 - Movitel recibe el premio al Liderazgo en Estrategia Competitiva de la Empresa de Investigación y Consultoría Frost & Sullivan;
2014 - Movitel recibió el premio a mejor operador en países emergentes; Movitel ofrece al INGC - Instituto Nacional de Gestión de Desastres $200.000 para apoyar al distrito de Chokwe, devastado por las inundaciones.
2015 - proporciona canastas de alimentos a la población de Zambézia devastada por las inundaciones, por un valor estimado de $200 000; Ofrece salas inteligentes al Ministerio de Educación y Desarrollo Humano, compuestas por un conjunto de 200 computadoras y 12 proyectores.
2016 - Recibido el presidente de la República Socialista de Vietnam, Trương Tấn Sang, utilizando el sistema de Video Conferencia para realizar una reunión con todos los vietnamitas que viven en Mozambique.